# Airasca
Airasca est une commune italienne de la ville métropolitaine de Turin, dans la région Piémont.

## Administration
| Période                                  | Période  | Identité         | Étiquette    | Qualité |
| ---------------------------------------- | -------- | ---------------- | ------------ | ------- |
| 14 juin 2004                             | En cours | Michele Clemente | lista civica |         |
| Les données manquantes sont à compléter. |          |                  |              |         |

### Hameaux
Gabellieri, Cascinette, Vicendette

### Communes limitrophes
Cumiana, Volvera, None, Piscina, Scalenghe

## Galerie de photos

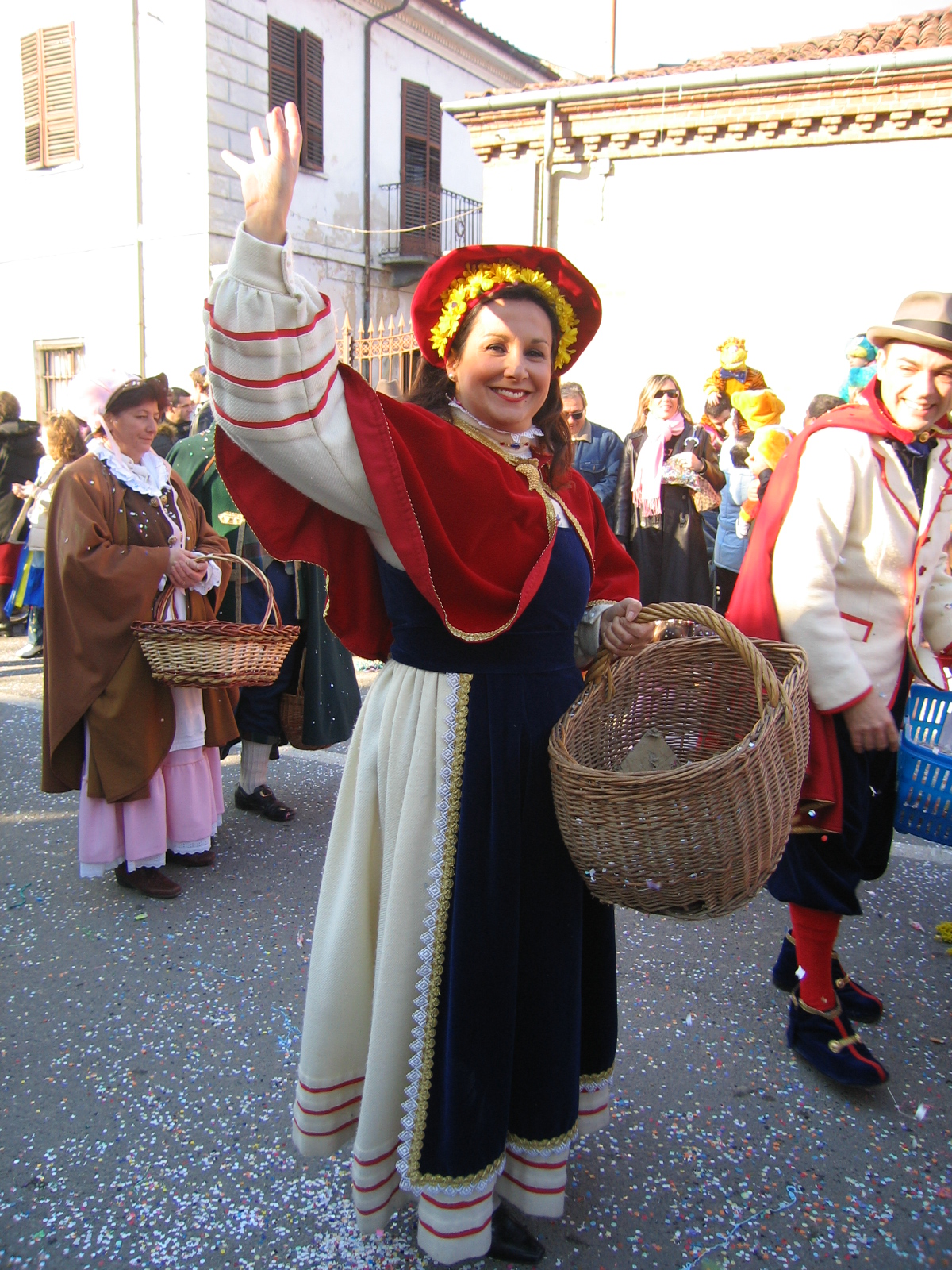
Carnaval.
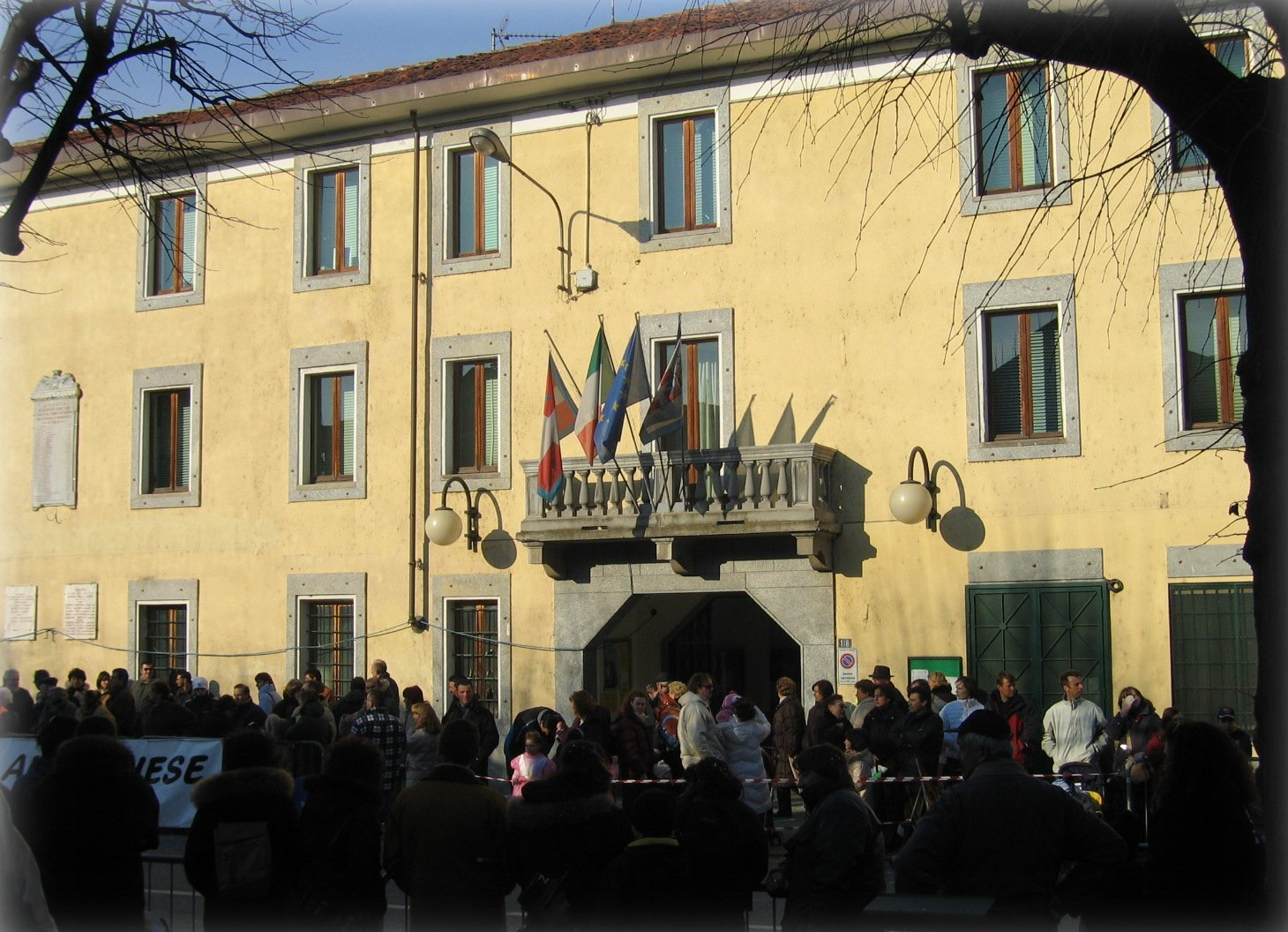
Le palais de la commune.
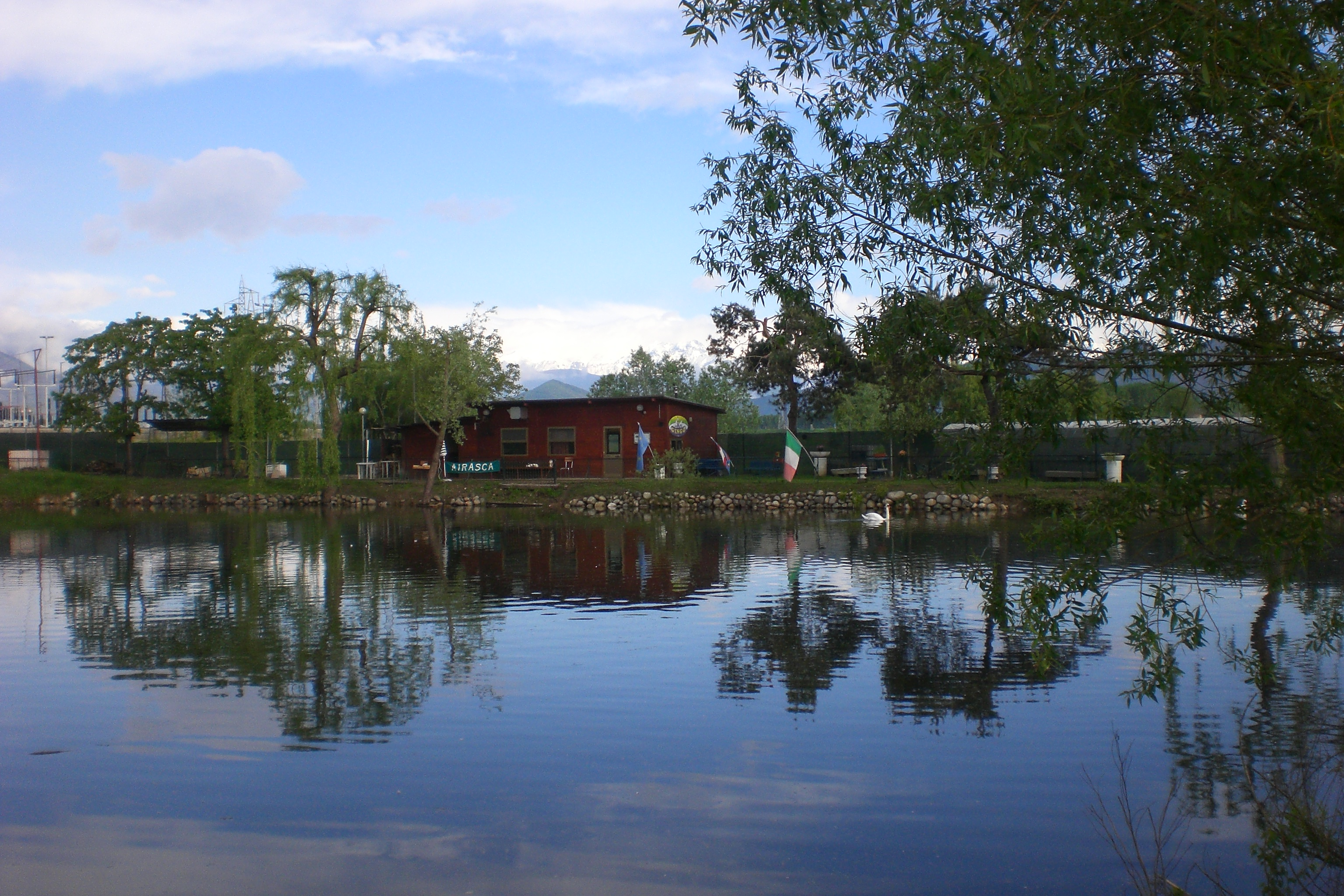
Le Gingo.